# Abarán
Abarán er en by og kommune i det sydøstlige Spanien i Murcia-regionen. Den har et indbyggertal på 13.000 (2024) indbyggere.